# Armin

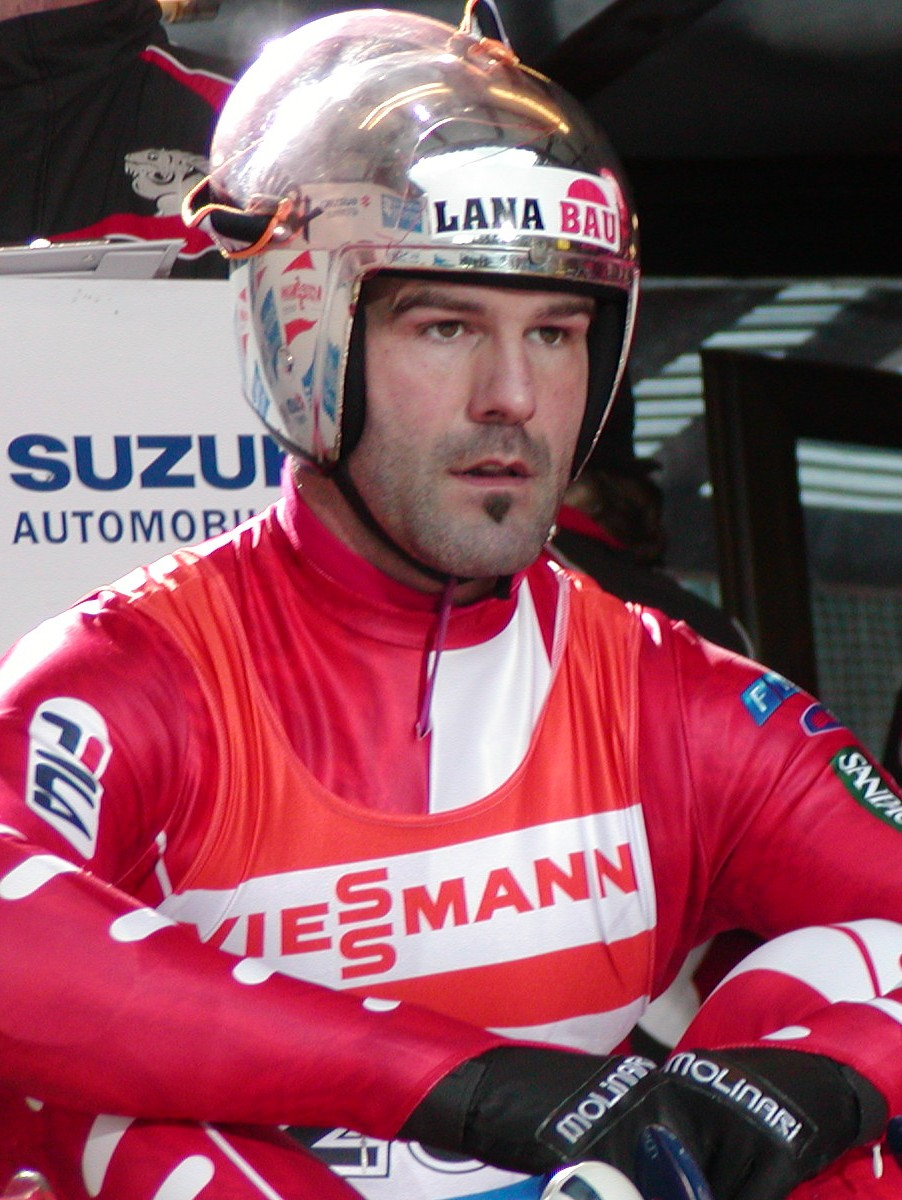
Armin Zöggeler, 2005.

Armin är ett manligt förnamn eller efternamn och har namnsdag den 2 juni i Tyskland.
Namnet kan betraktas som ovanligt. I Sverige fanns det den 9 juli 2018 1 person med efternamnet och 1099 män med förnamnet, varav 977 med det som tilltalsnamn.

## Ursprung och mening
Som urgammalt indoeuropeiskt namn:
- Antikt persiskt givet namn
  - Kavadh den förstes son, legendarisk karaktär i Shahnameh (Kungarnas bok), tillhörande den mytiska Kianian-dynastin, dynastin som zoroastrismen tror existerade i forna tider.
  - Modern form av Ariobarzanes, en persisk general som slogs mot Alexander den Store.[3]
- Germanskt givet namn
  - Modern form av Arminius (18/17 f. Kr.–21 e. Kr.), en militär ledare från den germanska stammen cheruskerna som besegrade den romerska armén i Slaget vid Teutoburgerskogen. Arminius härstammar troligtvis från det urgamla tyska ordet ermen, med betydelsen "hel, universell".[4]
    - vilket även namnet Herman härstammar ifrån.[5]

## Personer med förnamnet Armin
- Armin van Buuren (född 1976), nederländsk DJ och musikproducent
- Armin Dassler (1929-1990), tysk företagsledare och ägare till klädtillverkaren Puma
- Armin Hary (född 1937), tysk friidrottare och olympisk mästare
- Armin Kogler (född 1959), österrikisk backhoppare
- Armin Laschet (född 1961), tysk CDU-politiker
- Armin Mueller-Stahl (född 1930), tysk skådespelare
- Armin Schwarz (född 1963), tysk rallyförare
- Armin Shimerman (född 1949), amerikansk skådespelare
- Armin T. Wegner (1886–1978), tysk pacifistisk skriftställare
- Armin Veh (född 1961), tysk fotbollstränare och tidigare fotbollsspelare
- Armin Zöggeler (född 1974), italiensk rodelåkare

## Personer med efternamnet Armin

### Efternamnet Armin
- George Armin, pseudonym för den tyske sångpedagogen Georg Herrmann
- Josef Armin (1858–1925; född Josef Rottenstein), österrikisk kabaréartist
- Otto Armin, pseudonymen för den tyska nationalistiska politikern Alfred Roth (1879–1948)
- Robert Armin (1563–1615), engelsk skådespelare

### Efternamnet Sixt von Armin
- Friedrich Sixt von Armin (1851–1936), tysk general
- Hans-Heinrich Sixt von Armin (1890–1952), tysk generallöjtnant

## Förekomst i fiktiva arbeten
- Armin Tamzarian, Seymour Skinners födelsenamn i tv-serien Simpsons.
- Armin Arlert, bikaraktär i mangan och animen Attack on Titan